# Ленин в Польше
«Ленин в Польше» — совместный польско-советский историко-биографический фильм, снятый в 1965 году режиссёром Сергеем Юткевичем на киностудии «Мосфильм» и ТО «Студио» (Варшава). Картина стала первым в СССР «увеличенным» фильмом: широкоформатные фильмокопии на 70-мм киноплёнке печатались с широкоэкранного 35-мм негатива.
Премьера фильма состоялась в Москве 14 апреля 1966, в Варшаве — 8 апреля 1966 года.

## Сюжет
1914 год. Начало Первой мировой войны застало В. И. Ленина в деревне Поронин, расположенной в предгорьях Карпат, на польских землях Австро-Венгерской империи. Ленин с Н. К. Крупской и её матерью Елизаветой Васильевной, будучи в эмиграции, в первый раз побывали тут ещё года за два до войны. Эта деревня была недалеко от Кракова, из которого они опять переехали сюда в начале лета 1914 года.
Удобство заключалось в том, что от Поронина было близко до границы Российской империи. Но местная австрийская полиция заподозрила Ленина в шпионаже и, как подданного соседней вражеской державы, на восьмой день войны заключила его в тюрьму.
Борьба за освобождение Ленина из-под ареста является одной из сюжетных линий этого фильма.

## В ролях
- Максим Штраух — В. И. Ленин
- Анна Лисянская — Н. К. Крупская
- Антонина Павлычева — Елизавета Васильевна, мать Крупской
- Илона Кусьмерская — Улька
- Эдмунд Феттинг — Я. С. Ганецкий, польский революционер
- Кшиштоф Кальчиньский — Анджей, жених Ульки
- Владимир Акимов — Н. Р. Шагов, российский революционер
- Николай Каширский — М. Н. Муранов, российский революционер
- Владимир Монахов — Г. И. Петровский, российский революционер
- Андрей Петров — А. Е. Бадаев, российский революционер
- Геннадий Юхтин — Ф. Н. Самойлов, российский революционер
- Ярема Стемповский — Юзеф Анхольт, владелец фотоателье
- Ежи Новак — австрийский офицер в паровозном депо
- Казимеж Рудзкий — настоятель прихода в Поронине
- Збигнев Сковроньский — Матыщук
- Людвик Бенуа — конвоир
- Тадеуш Фиевский — тюремный писарь
- Хенрик Хунко — тюремный надзиратель
- Густав Люткевич — следственный судья

## Награды
- 1967 — Государственная премия СССР
- 1966 — Первая премия 2-го Всесоюзного кинофестиваля «За историко-революционный и исторический фильм»" (Киев).
- 1966 — Приз за лучшую режиссуру на 19-м Каннском кинофестивале (1966 год).